# Patero církevních přikázání
Patero církevních přikázání je souhrn nejdůležitějších povinností, které římskokatolická církev ukládá svým věřícím nad rámec desatera Božích přikázání. Jsou obsažena v katechismu katolické církve (články 2041 až 2043) a poprvé byla doložena v roce 1444.
1. O nedělích a zasvěcených svátcích se účastnit mše svaté a zachovat pracovní klid.
2. Vyzpovídat se ze svých hříchů alespoň jednou za rok.
3. Přijmout Svátost oltářní alespoň ve velikonoční době.
4. Zdržovat se od požívání masa a zachovávat půst újmy ve stanovené dny.
5. Přispívat církvi na její potřeby.